# وتكا
وتكا كان مسؤولًا رفيع المستوى في مصر القديمة، يحمل اللقب الشرفي "ابن الملك". عاش في الأسرة الرابعة.

## العائلة
وتكا كان ابن الأمير خوفوخعف الأول والأميرة القرينة نفرتكاو الثانية. لذلك كان حفيد الملك خوفو والملكة حنوتسن. وكان لوتكا أخ يُدعى إيونكا وأخت واحدة.
ظهر الأمير وتكا في المصطبة المزدوجة لوالديه في هضبة الجيزة، حيث يصوره منظر وهو يقدم ورق البردي لوالده. كما يظهر جاثيًا.